# Mairiporã
Mairiporã – miasto i gmina w Brazylii, w stanie São Paulo. Znajduje się w mezoregionie Metropolitana de São Paulo i mikroregionie Franco da Rocha.